# Silvio Maria Dário
Silvio Maria Dário (* 16. August 1919 in Pederneiras, São Paulo, Brasilien; † 2. Mai 1974) war ein brasilianischer Geistlicher und römisch-katholischer Bischof von Itapeva.

## Leben
Silvio Maria Dário empfing am 8. Dezember 1944 das Sakrament der Priesterweihe.
Am 22. Februar 1965 ernannte ihn Papst Paul VI. zum Titularbischof von Oppidum Novum und zum Weihbischof in Botucatu. Der Erzbischof von Botucatu, Henrique Golland Trindade OFM, spendete ihm am 2. Mai desselben Jahres die Bischofsweihe; Mitkonsekratoren waren der Koadjutorbischof von Sorocaba, José Melhado Campos, und der Bischof von Lins, Pedro Paulo Koop MSC.
Er nahm an der letzten Sitzungsperiode des Zweiten Vatikanischen Konzils als Konzilsvater.
Am 27. März 1968 wurde er zum ersten Bischof des neuerrichteten Bistums Itapeva ernannt.